# Agricultural and Forest Entomology
Agricultural and Forest Entomology – międzynarodowe, recenzowane czasopismo naukowe publikujące w dziedzinie entomologii leśnej i agronomicznej.
Pismo wydawane jest przez Royal Entomological Society of London i od 1992 ukazuje się raz na trzy miesiące. Tematyką obejmuje badania związane z kontrolą owadów i innych stawonogów szkodliwych z punktu widzenia gospodarki rolnej i leśnej, w tym ich biologię, dynamikę populacji oraz wpływ na wszelkie rośliny uprawne. Działa na granicy entomologii, leśnictwa, agronomii i ogrodnictwa.
W 2015 impact factor pisma wynosił 1,818. W 2014 zajęło 17. miejsce w rankingu ISI Journal Citation Reports w dziedzinie entomologii.